# Lucía Pérez Vizcaíno
Lucía Pérez Vizcaíno (ur. 5 lipca 1985 w Incio w Lugo) – hiszpańska piosenkarka wykonująca muzykę pop, reprezentantka Hiszpanii podczas 56. Konkursu Piosenki Eurowizji w 2011 roku.

## Kariera muzyczna
W 2002 roku, czyli w wieku siedemnastu lat, Pérez wygrała konkurs talentów Canteira de Cantareiros organizowany dla amatorskich piosenkarzy przez lokalną telewizję Galician television (TVG). W kolejnym roku wydała swoją debiutancką płytę studyjną zatytułowaną Amores y amores, która uzyskała status złotej płyty w kraju. 
W 2005 roku reprezentowała Hiszpanię na Międzynarodowym Festiwalu Piosenki Viña del Mar organizowanego w Chile, podczas którego zajęła ostatecznie drugie miejsce z utworem „Qué haría contigo”. W tym samym roku jej inna piosenka, „Amarás miña terra”, zdobyła nominację do tytułu Najlepszego utworu w Galicji podczas gali wręczenia Nagród Muzyki Hiszpańskiej. W 2006 roku ukazała się jej druga płyta długogrająca zatytułowana El tiempo dirá.
W 2009 roku premierę miał trzeci album studyjny Pérez zatytułowany Volar por los tejados, który ukazał się w Hiszpanii i Chile, gdzie piosenkarka wyruszyła w trasę koncertową. W tym samym roku ponownie wzięła udział w Międzynarodowym Festiwalu Piosenki Viña del Mar w Chile. W 2010 roku swoją czwartą płytę długogrającą zatytułowaną Dígocho en galego.
W 2011 roku Pérez zgłosiła się do udziału w hiszpańskich eliminacjach eurowizyjnych Destino Eurovisión z utworem „Que me quiten lo bailao”. W lutym wygrała finał selekcji, dzięki czemu zdobyła możliwość reprezentowania Hiszpanii podczas 56. Konkursu Piosenki Eurowizji organizowanego w Düsseldorfie. W marcu podpisała kontrakt płytowy z wytwórnią muzyczną Warner Music, pod szyldem której wydała w kwietniu swój piąty album studyjny zatytułowany Cruzo los dedos. 14 maja wystąpiła w finale Konkursu Piosenki Eurowizji i zajęła ostatecznie 23. miejsce z 50 punktami na koncie, w tym m.in. z maksymalnymi notami 12 punktów od Francji i Portugalii.
W czerwcu 2014 roku ukazał się szósty album studyjny Pérez zatytułowany Quitapenas.

## Dyskografia

### Albumy studyjne
- Amores y amores... (2003)
- El tiempo dirá (2006)
- Volar por los tejados (2009)
- Digocho en galego (2010)
- Cruzo los dedos (2011)
- Quitapenas (2014)